# 让-皮埃尔·布瓦耶
让-皮埃尔·布瓦耶（法語：Jean-Pierre Boyer，法語發音：[ʒɑ̃ pjɛʁ bwaje]；；約1776年2月15日—1850年7月9日）是海地革命的領導人之一，1818年亚历山大·佩蒂翁死後任海地總统。
布瓦耶是黑白混血儿，生於海地太子港。父亲法蘭索瓦是法國裁缝，母亲瑪麗·弗朗索瓦絲·維克多是來自剛果的黑奴。16歲參加法國軍隊，加盟法國革命軍，並贏得了營長軍銜。1818年4月，任海地总统，1820年統一全海地；1822年2月9日，統一全西班牙島，為首位統治全海地以及全西班牙島的海地總統，也是執政時間最長的海地總統。
他在位期间海地成立了最早的医学院和法学院，它们是海地大学的前身。
1838年，法国承认了海地的独立，并与海地建交，成为了第一个与海地建交的国家，但代價是賠償法國9000萬法郎（用45年償還）。
布瓦耶关闭了圣多明各的公立大学（理由是它是一個顛覆組織），并强制征兵和充公他們的土地，引发了白人的不满。1842年海地角地震也对海地北部造成嚴重的破壞，但布瓦耶並沒前往災區視察，這導致反對他的統治的人越来越多，同時災後混亂也讓反對派結盟推翻他。
1843年布瓦耶失去了執政精英的支持而被推翻。此後被迫逃往國外，首先去牙買加，然後到法國。1850年7月9日在巴黎去世。

## 招募美國自由黑人
布瓦耶試圖招募美國自由黑人移民到海地。他的政府在報紙上做廣告：有免費土地和政治前途。布瓦耶派代理說服他们，海地是一個主權國家，只對黑人移民開放（從政府的角度來看，移民的意圖是幫助建立與美國的商業和外交關係，並在海地增加一些有技能人士和農業工作者）。
美國殖民協會（ACS）注意到招募活動，關注到自由黑人不可能同化到美國，其成員在1816年計划遣返釋放的黑奴回非洲。這是一個不安的協作。本来欲安置於利比里亚，後放棄，因大多數美國黑人不想離開，他們認為美國完全是他們的祖國。後協會會長會見了在紐約的海地公民，由於其溫和的天氣條件和獨立的黑人政府，他們建議海地是黑人理想家園。
會長提出建立一個殖民地，這將是美國的由黑人單獨生活的島嶼並有其自身的法律，立法機關等等。布瓦耶反對美國在島上建立殖民地的想法，因為海地人已經害怕法國的再殖民統治。他告訴會長海地政府的法律適用於每個海地人。
1824年9月開始，近6000名美國自由黑人一年之內遷移到海地。由於島嶼的貧窮和布瓦耶政府無力幫助新移民過渡，他们在一個較短的時間內返回美國。